# Finn Malmgrens väg

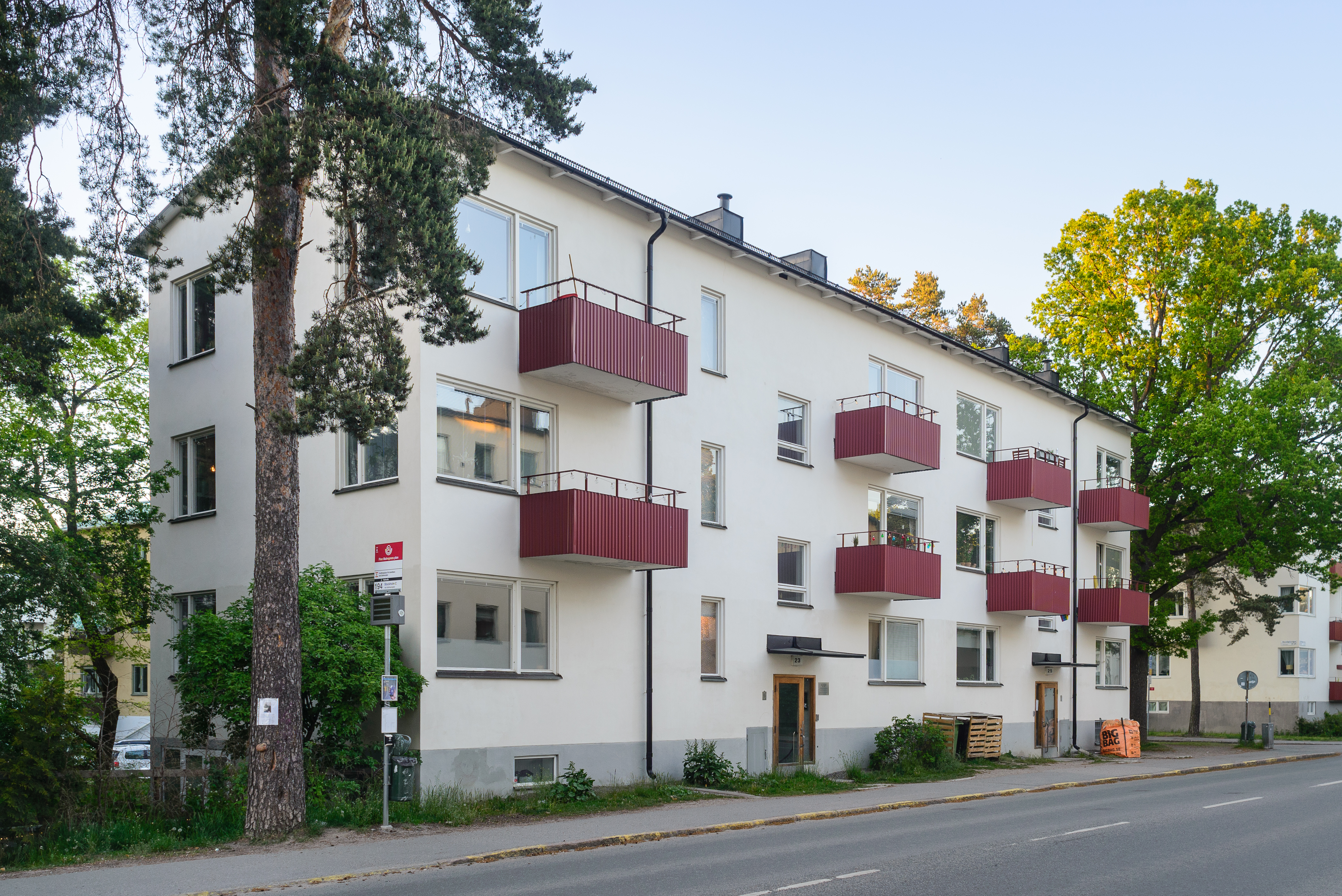
Finn Malmgrens väg och huset Willy Brandt bodde i.

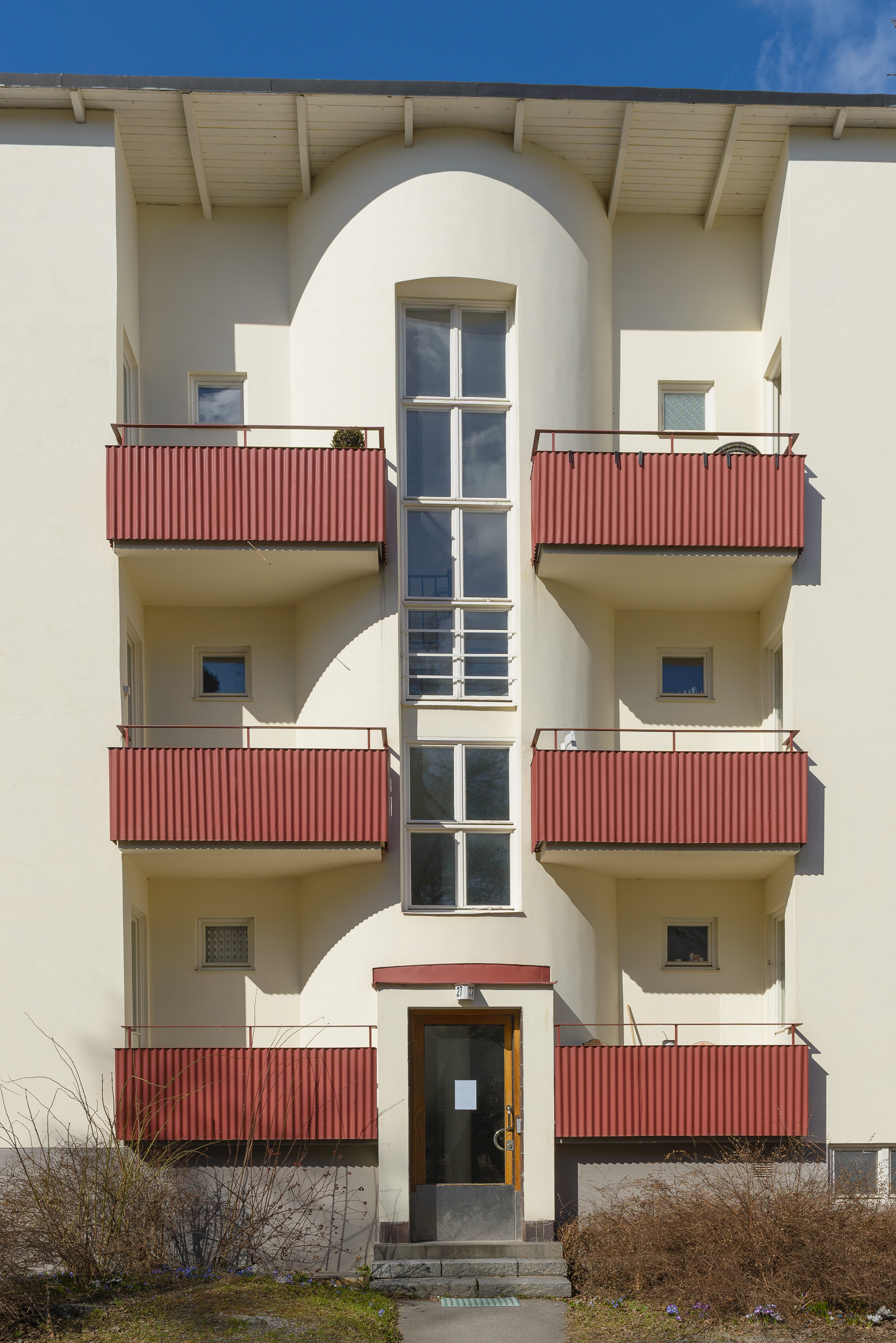
Finn Malmgrens väg 27.

Finn Malmgrens väg är en gata i Hammarbyhöjden och Björkhagen i sydöstra Stockholm. Gatan är en smalhusstadsliknande väg med tidstypiska 1930- och 1940-tals hus och har postorten Johanneshov.
Stockholms stad betecknar gatan som ett stadsstråk mellan Sparrmansvägen i väst och Ulricehamnsvägen i öst. I höjd vid Willy Brandts park är gatan en återvändsgata där biltrafiken är förhållandevis låg. 
Gatan fick sitt namn 1937 efter polarforskaren och meteorologen Finn Malmgren.

## Fastighetsförteckning
Förteckning över hus med adress Finn Malmgrens väg i Stockholm (2018). 

| Fastighet             | Gatunummer                 | Byggår      | Arkitekt                  |
| --------------------- | -------------------------- | ----------- | ------------------------- |
| Ampeln 1              | 69, 71                     | 1942 - 1943 | Wåhlin & Hjelm            |
| Ampeln 2              | 65, 67                     | 1942 - 1944 | Wåhlin & Hjelm            |
| Ampeln 5              | 51, 53, 55                 | 1942 - 1943 | Wåhlin & Hjelm            |
| Ampeln 11             | 57, 59, 61, 63             | 1942 - 1943 | Wåhlin & Hjelm            |
| Botanikern 1          | 36, 38                     | 1938        | Björn Hedvall             |
| Botanikern 2          | 40, 42                     | 1939        | Archibald Frid            |
| Botanikern 3          | 44, 46, 48                 | 1938        | Björn Hedvall             |
| Etnografen 1          | 6, 8                       | 1939        | Josef Norén               |
| Etnografen 2          | 10, 12                     | 1939        | Albanby                   |
| Etnografen 3          | 14, 16                     | 1939        | Bocander & Cronvall       |
| Etnografen 4          | 18, 20                     | 1939        | Archibald Frid            |
| Finn Malmgrens väg 43 | 43 (Hammarbyhöjdens IP)    |             |                           |
| Geografen 1           | 22, 24                     | 1938        | Ture Sellman              |
| Geografen 2           | 26, 28                     | 1938        |                           |
| Geografen 3           | 30, 32, 34                 | 1938        | Allan Werner              |
| Geologen 1            | 52, 54                     | 1939        | Alf Siösteen              |
| Geologen 2            | 56, 58                     | 1939        |                           |
| Geologen 3            | 50, 52, 54, 56, 58, 60, 62 | 1939        | Ture Sellman              |
| Hydrografen 1         | 2, 4                       | 2015 - 2017 | Thomas Sandell            |
| Kristallkronan 2      | 92, 94                     | 1942 - 1943 | Riksbyggen arkitektkontor |
| Kristallkronan 3      | 96, 98                     | 1942 - 1944 | Riksbyggen arkitektkontor |
| Kristallkronan 4      | 100, 102                   | 1942 - 1943 | Riksbyggen arkitektkontor |
| Meteorologen 3        | 1, 3                       | 1992        |                           |
| Lampetten 1           | 108, 110, 112              | 1943        | Folkbyggen arkitektkontor |
| Läslampan 1           | 79, 81, 83                 | 1943 - 1944 | Wåhlin & Hjelm            |
| Läslampan 2           | 73, 75, 77                 | 1943 - 1944 | Wåhlin & Hjelm            |
| Polarforskaren 10     | 27, 29                     | 1939        | Ture Sellman              |
| Sjöfararen 5          | 35, 37                     | 1939        |                           |
| Sjöfararen 8          | 41                         |             |                           |
| Taklampan 1           | 87, 89, 116, 118           | 2015 - 2017 | Wingårdh arkitektkontor   |
| Upptäcktsresanden 6   | 23, 25                     | 1939        | Sture Frölén              |

## Bildgalleri

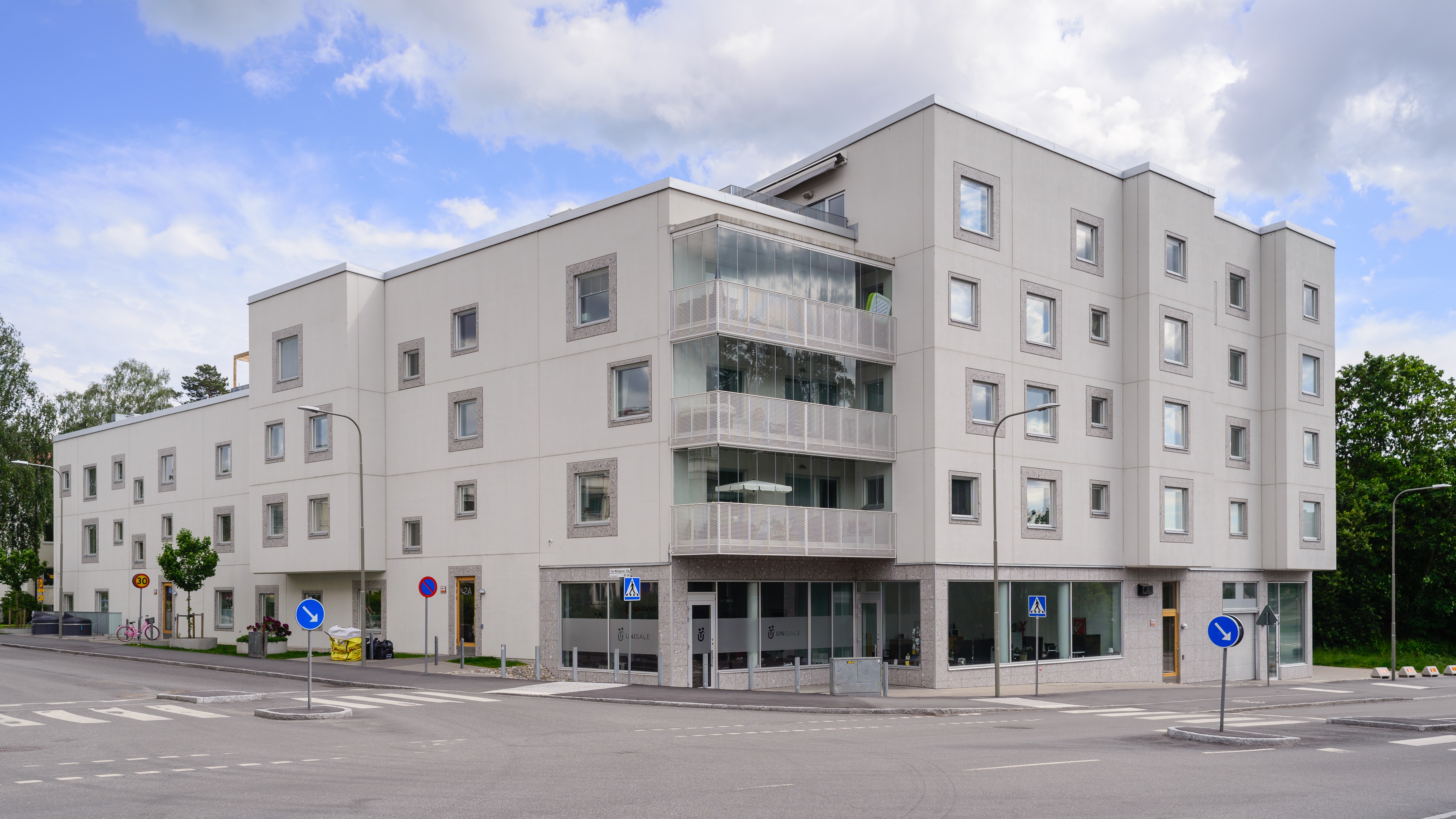
Hydrografen 1.
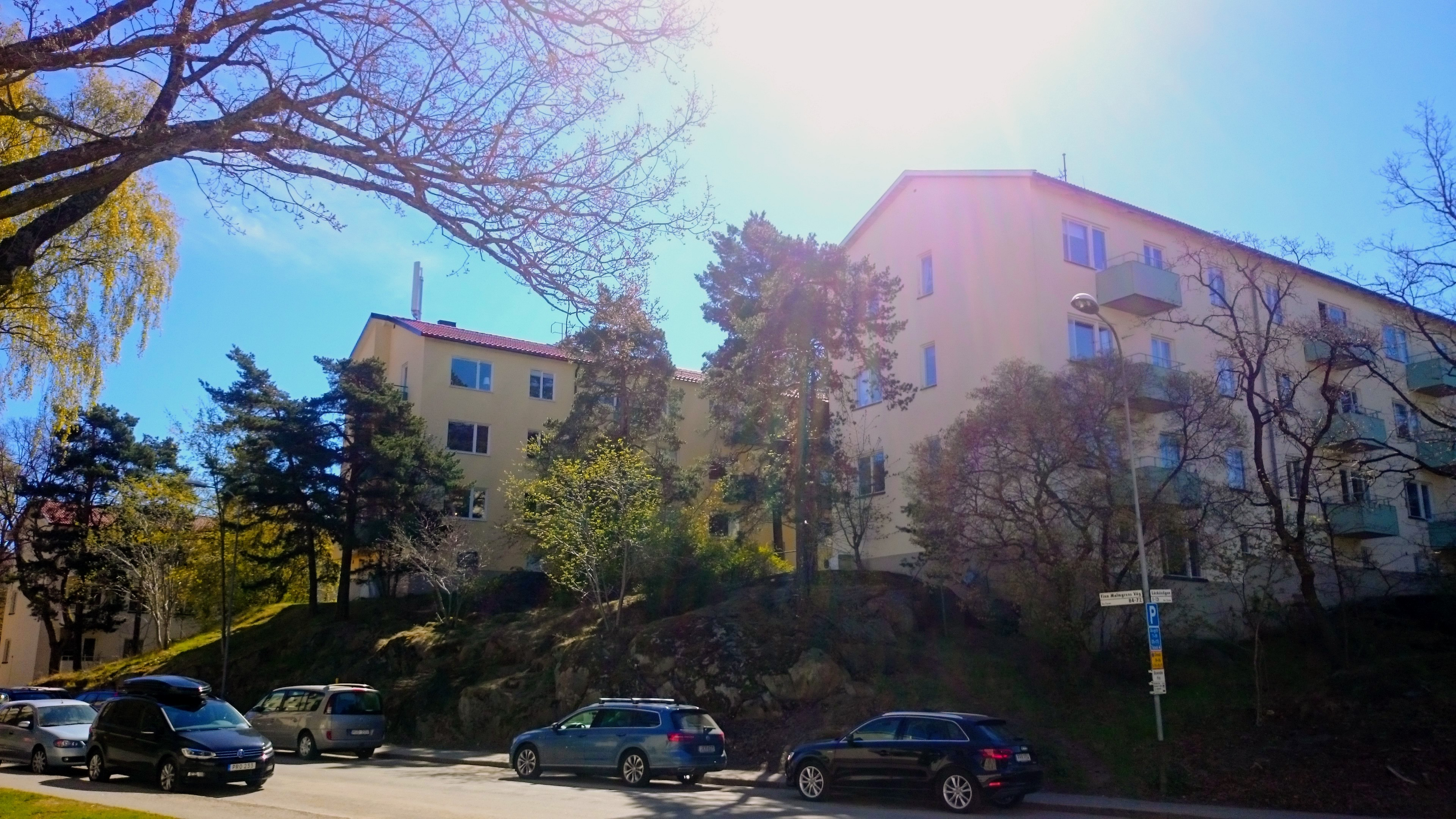
Korsningen Finn Malmgrens väg / Läckövägen / Mariestadsvägen.
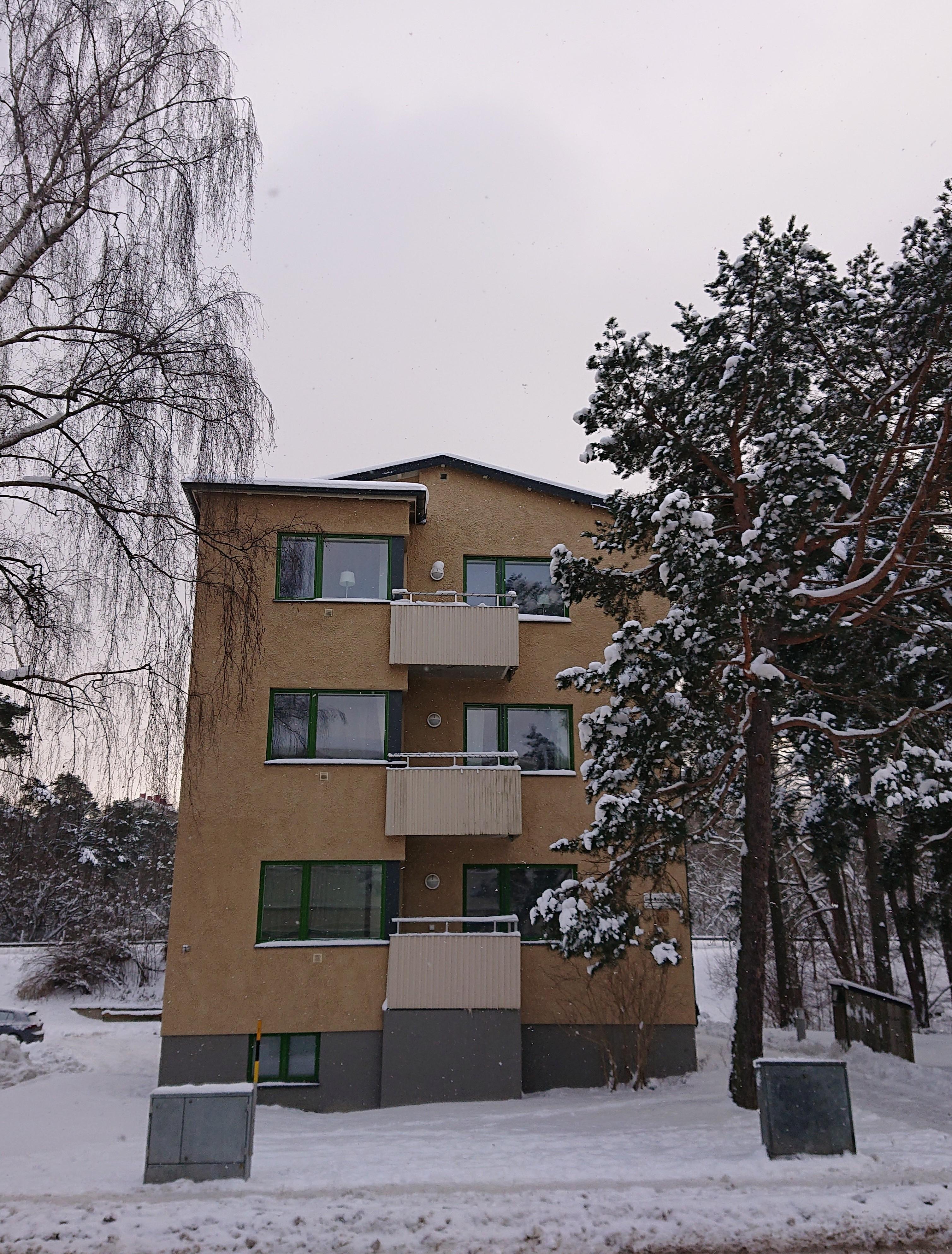
Geografen 1.
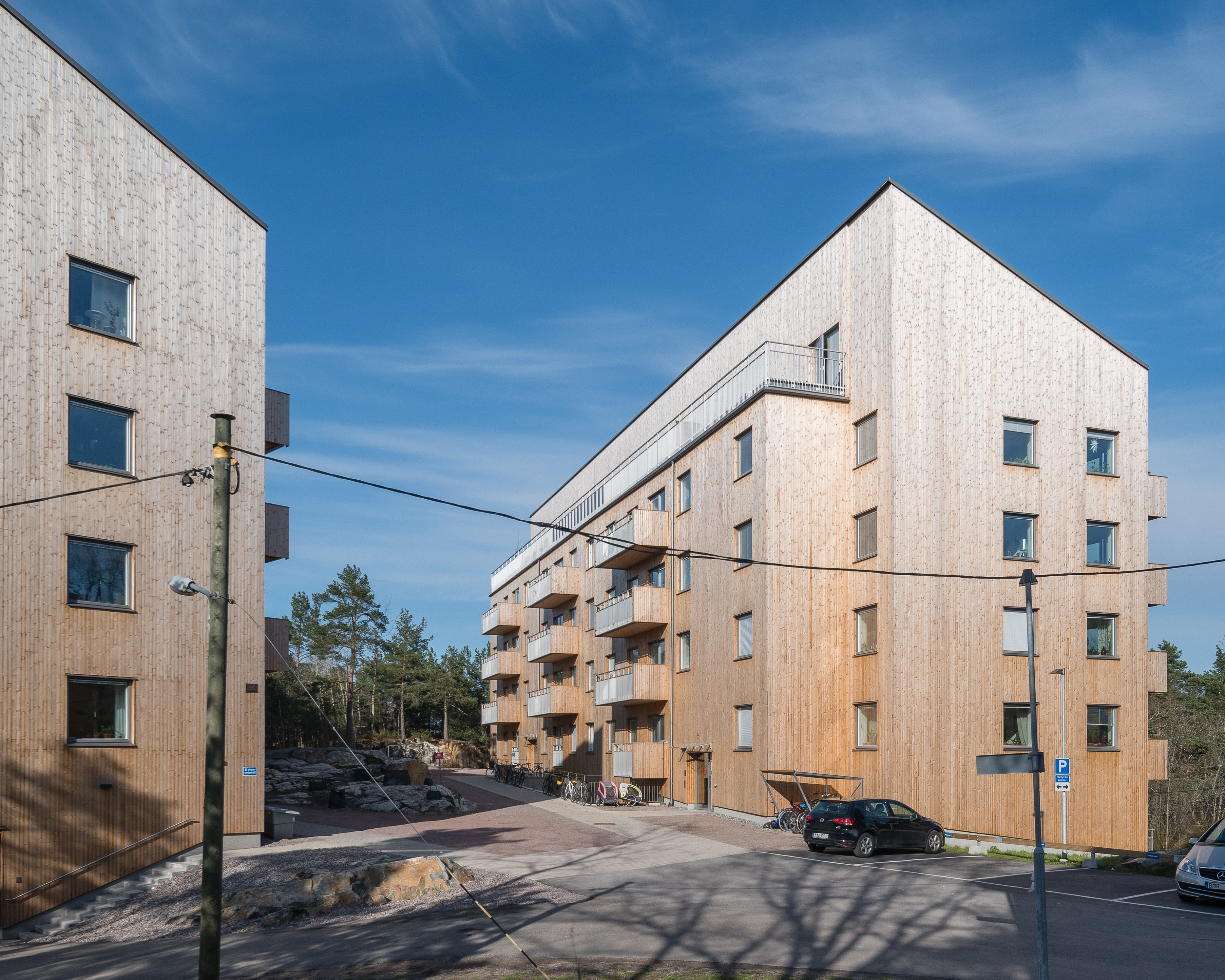
Taklampan 1.
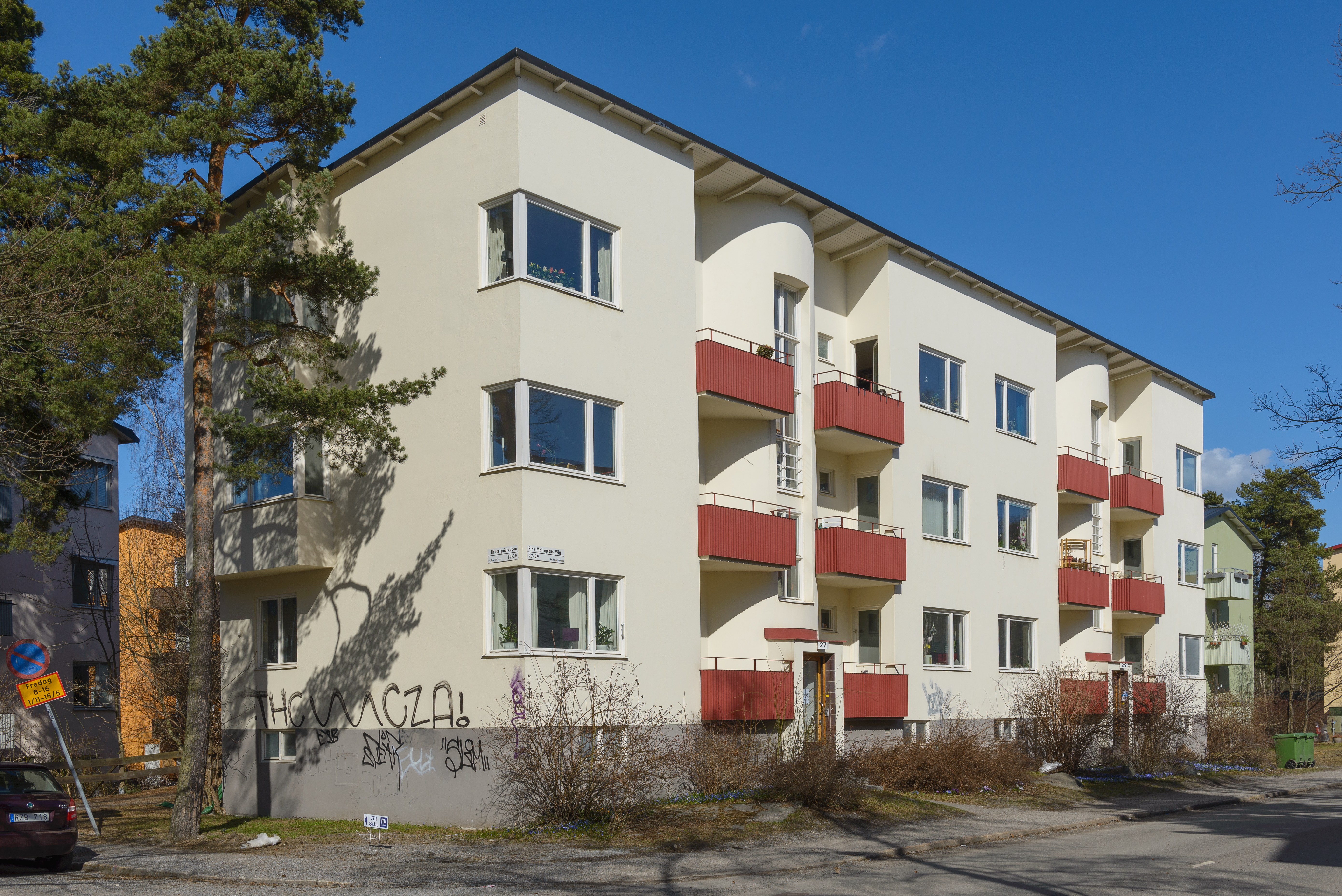
Polarforskaren 10, Ture Sellman.
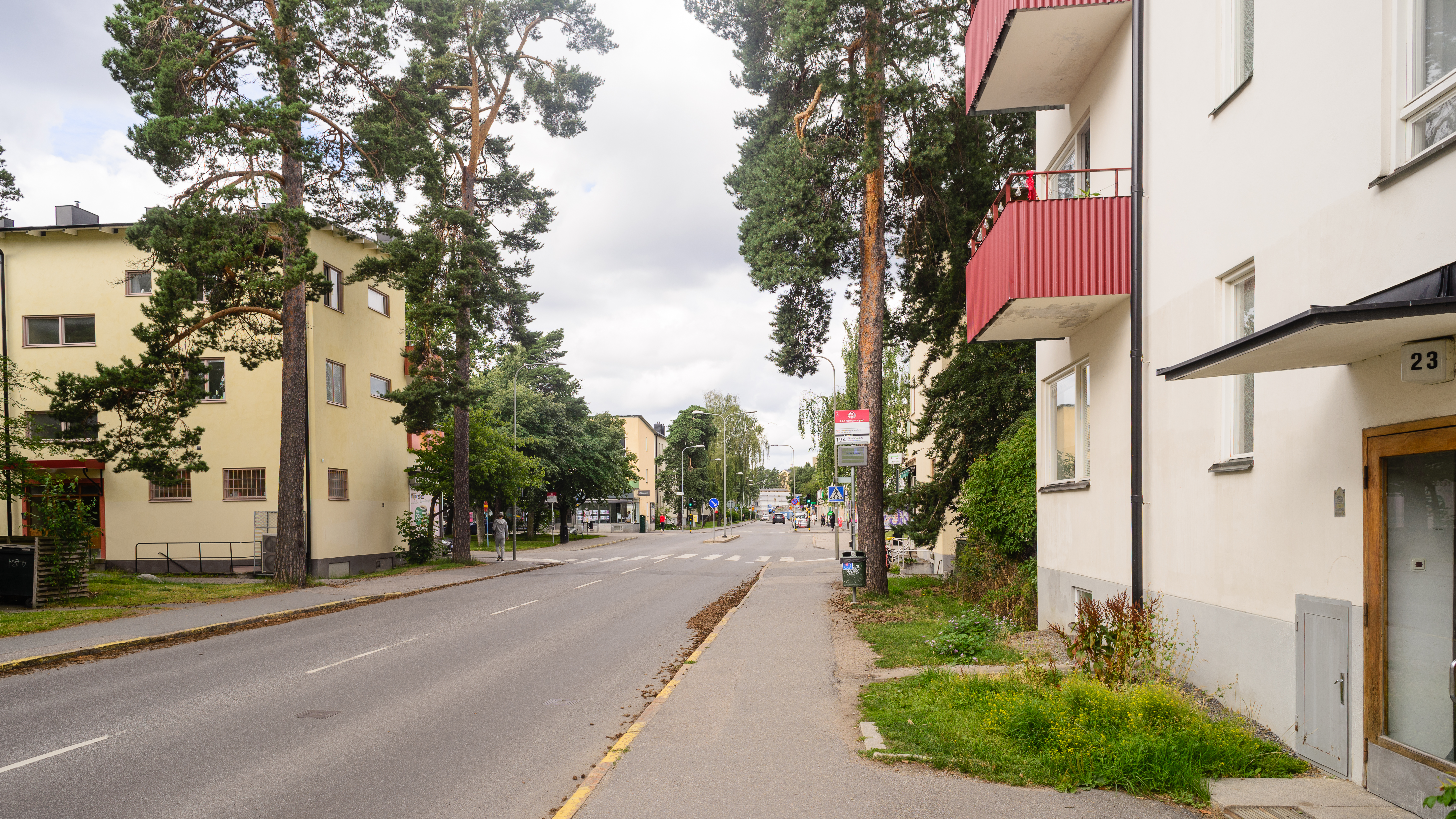
Finn Malmgrens väg västerut.